# Tcharikar
Tcharikar ou Tchârikâr (dari et pachtoune چاریکار ) est la capitale du Parwan, l'une des 34 provinces d'Afghanistan.

## Histoire
La ville aurait été fondée par l'empereur Kanishka et s'apparenterait à l'Alexandrie du Caucase fondée en -329 par Alexandre le Grand, à moins qu'il ne s'agisse de la ville de Bagram, distante de 11 km. Centre important des Paropamisades jusque sous l'Empire durrani, Tcharikar fut peu à peu éclipsée par Kaboul, devenue capitale de l'Afghanistan.
Plus récemment, la proximité de Kaboul située à une soixantaine de kilomètres au sud, et de la vallée du Pandjchir a fait de Tcharikar une ville stratégique lors des affrontements opposant l'Alliance du Nord au régime des talibans entre 1997 et 2001.
En août 2020, une crue soudaine entraine la mort de plus d'une centaine de personnes dans la ville.
Le 17 août 2021, au surlendemain de la prise de Kaboul par les talibans, les forces loyalistes reprennent très temporairement le contrôle du secteur de Tcharikar.
Depuis décembre 2022, la ville est appelée par les talibans Imam Abu Hanifa (persan : امام ابو حنیفه), du nom d'un théologien et juriste musulman sunnite.